# Без страх от истината
Без страх от истината (на испански: Sin miedo a la verdad) е мексиканска серийна антология, създадена от Рубен Галиндо и Марсело Ступини и продуцирана от Рубен Галиндо за Телевиса през 2018 - 2019 г. В главната роля е Алекс Переа.

## Сюжет
Мануел е кибернетичен герой, който има влог, използвайки псевдонима „Гус“. С тази анонимна идентичност, той защитава всички, които са били жертви на всякаква несправедливост. Във всеки епизод с уменията си той решава различни случаи, свързани с различни проблеми като тормоз, кибертормоз, секстинг, корупция, безнаказаност, трафик на органи, онлайн търговия с наркотици, предизвикателства, подтикващи към самоубийство, трафик на хора и кражби на бебета. Благодарение на своя наставник доня Ката, той успява да се възстанови от ужасното си минало, и тъй като всеки случай бива разрешен, Мануел открива следи от ужасното си минало, след което е оцелял.

## Актьори
Част от актьорския състав:
- Алекс Переа – Мануел Монтеро
- Дасия Гонсалес – Каталина Гомес Хуарес
- Ана Кристина Рубио – Естефани Монтеро
- Таня Ниебла – Беренис Идалго
- Фермин Мартинес – Орасио
- Паола Мигел – Мария Хосе Идалго
- Карлос Бараган – Куаутемок Санчес
- Еухенио Монтесоро – Алфредо Алонсо
- Артуро Наум – Алберто Гомес
- Виктор Сивейра – Чичо
- Каталина Лопес – Аманда
- Исраел Ислас – Исидро
- Лихия Уриарте – Лети

Гост-актьори
- Поло Морин - Хавиер
- Марко Уриел - Фернандо
- Айтор Итуриос - Сантяго
- Абрам Рамос - Рамон
- Химена Ерера - Карлота
- Лус Мариа Херес - Терапевтката
- Наталия Герера - Лаура Росалес
- Салвадор Пинеса - Херман
- Давид Остроски - Д-р Харамийо
- Добрина Кръстева - Мариса

## Премиера
Премиерата на първия сезон на Без страх от истината е на 8 октомври 2018 г. по Las Estrellas и приключва на 4 ноември 2018 г. Вторият сезон започва на 8 юли 2019 г. по Las Estrella и приключва на 9 август 2019 г.